# Swéerts-Sporckové
Swéerts-Sporckové, respektive Swéertsové jsou šlechtický rod původem z Brabantska, po vstupu do služeb Habsburků se usadili v Čechách. Díky spříznění s významnějším rodem Šporků dosáhli hraběcího titulu podmíněného příjetím erbu a jména Šporků (1718).
V 18. století vlastnili rozsáhlé statky v různých částech Čech, až do 20. století jim patřil patronát nad špitální nadací v Kuksu.

## Dějiny rodu

Základní podoba erbu bruselské větve rodu Swéertsů

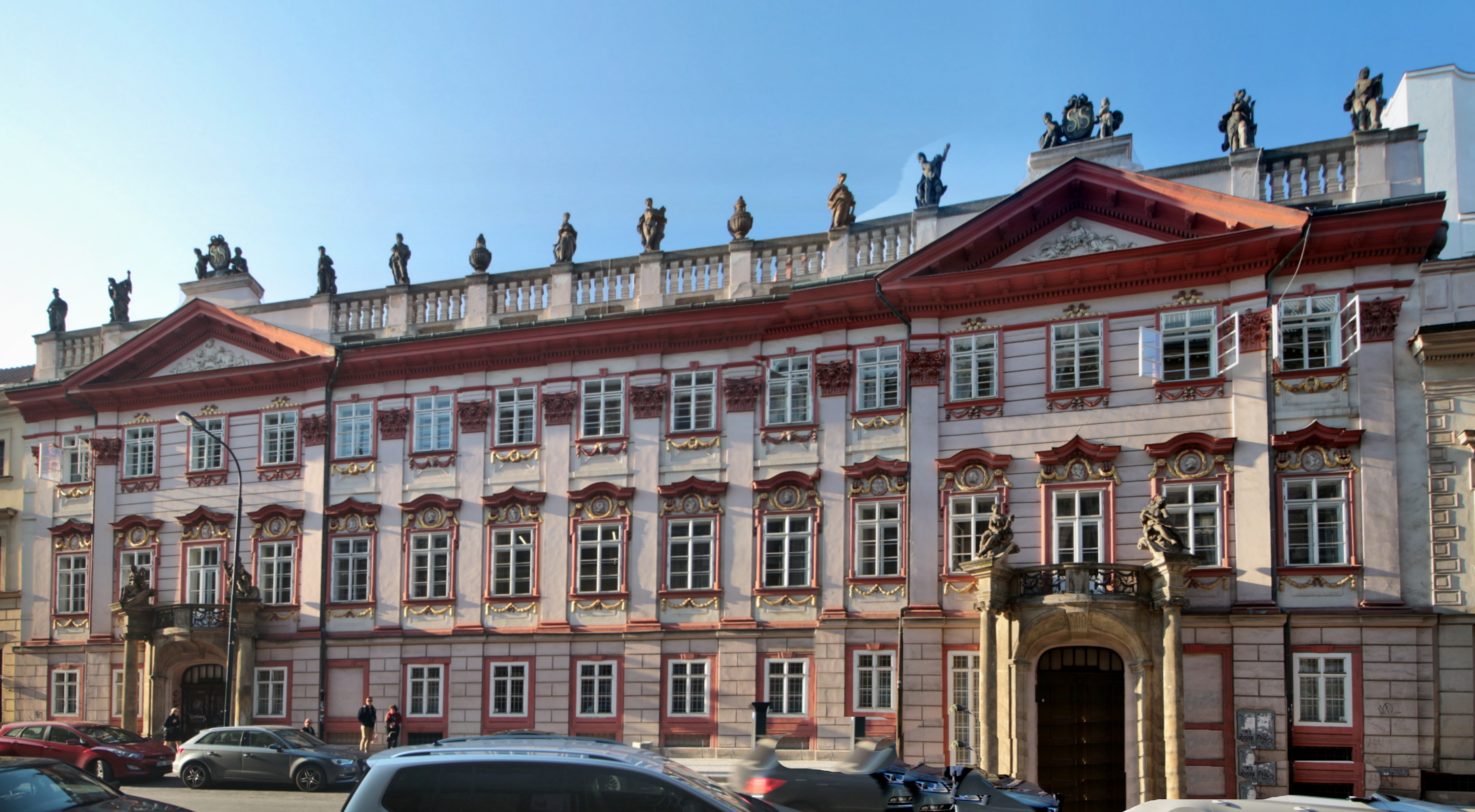
Palác Swéerts-Sporcků v Hybernské ulici v Praze

Rod pocházel z Brabantska a v 16. století patřil k významným měšťanským rodinám v Bruselu. Tehdy ještě užívali jméno Reist, až později přijal Jan van Reist jméno své babičky Swéerts. František Jan Swéerts (1613–1700) sloužil v armádě, původně španělské, později císařské a dosáhl hodnosti podplukovníka. V roce 1653 byl povýšen do stavu svobodných pánů, o rok později získal český inkolát a zemřel na svých statcích v Dolním Slezsku.
Během 17. a 18. století se Swéertsové celkem třikrát spříznili s významným rodem Šporků a František Karel Rudolf (1688–1757) jako manžel Anny Kateřiny Šporkové (1689–1754), univerzální dědičky majetku slavného a bohatého hraběte Františka Antonína Šporka, získal 15. prosince 1718 titul hrabat spolu se jménem a erbem Šporků. František Karel zdědil Lysou nad Labem, Kuks a další statky Šporků, sám ale zakoupil řadu dalších statků (Lnáře, Kokořín). Prosazoval nové metody hospodaření, úspěšný byl i jeho syn Jan Kristián (1729–1802), který drobnými nákupy rozšířil panství Lnáře a v roce 1790 zakoupil majetek zrušeného kláštera ve Svatém Janu pod Skalou.
Krátce nato došlo k hospodářskému úpadku a nedlouho po smrti Jana Kristiána bylo prodáno několik velkých panství, Lnáře v roce 1803 za 1 350 000 zlatých, na úhradu dluhů padl i pražský palác (1804). Členové rodu se tehdy začali uplatňovat v placených státních úřadech, Filip Jan (1753–1809) byl prezidentem apelačního soudu v Krakově, v Haliči pak působili i potomci jeho bratra Josefa Františka (1756–1823). Snahou bylo udržet především šporkovské dědictví a ještě koncem 18. století proběhly stavební úpravy na zámku v Lysé, i toto panství ale nakonec muselo být prodáno (v roce 1851 koupila Lysou kněžna Štěpánka Rohanová).
Posledním patronem špitální nadace byl Hubert Otto Jan Swéerts-Sporck (* 1890), který se po sňatku přestěhoval do Německa a kvůli německému občanství mu československé úřady v roce 1935 odebraly právo patronátu nad špitálem v Kuksu. Za druhé světové války žil ve Švýcarsku a jeho stopa mizí v roce 1953 ve Francii.

## Přehled majetku rodu vČechách
- Kardašova Řečice (1746–1752)
- Kokořín (1743–1807)
- Konojedy
- Lnáře (1745–1804)
- Lysá nad Labem (1738–1851)
- Kuks
- Nový Berštejn (1723–1810)
- Životice

## Významné osobnosti rodu
- František Karel Rudolf Swéerts-Sporck (1688–1757)
- Jan František Kristián Swéerts-Sporck (1729–1802)
- Mořic Gustav Swéerts-Špork (1821–1882)

## Pohřebiště
- Hrobka Sporcků a Swéerts-Sporcků